# Wysoka (gromada w powiecie szprotawskim)
Wysoka – dawna gromada, czyli najmniejsza jednostka podziału terytorialnego Polskiej Rzeczypospolitej Ludowej w latach 1954–1972.
Gromady, z gromadzkimi radami narodowymi (GRN) jako organami władzy najniższego stopnia na wsi, funkcjonowały od reformy reorganizującej administrację wiejską przeprowadzonej jesienią 1954 do momentu ich zniesienia z dniem 1 stycznia 1973, tym samym wypierając organizację gminną w latach 1954–1972.
Gromadę Wysoka z siedzibą GRN w Wysokiej utworzono – jako jedną z 8759 gromad na obszarze Polski – w powiecie szprotawskim w woj. zielonogórskim na mocy uchwały nr V/26/54 WRN w Zielonej Górze z dnia 5 października 1954. W skład jednostki weszły obszary dotychczasowych gromad Wysoka i Jędrzychówek ze zniesionej gminy Przemków w tymże powiecie oraz obszar dotychczasowej gromady Jakubowo (Lubińskie) ze zniesionej gminy Parchów w powiecie lubińskim w woj. wrocławskim. Dla gromady ustalono 10 członków gromadzkiej rady narodowej.
Gromada przetrwała do końca 1972 roku, czyli do kolejnej reformy gminnej.